# Las Vegas Review-Journal
Il Las Vegas Review-Journal è un quotidiano in abbonamento pubblicato a Las Vegas, Nevada, dal 1909. È il più grande quotidiano in circolazione in Nevada e uno dei due quotidiani nell'area di Las Vegas.

## Descrizione
Il Review-Journal ha un accordo operativo congiunto con il Las Vegas Sun di proprietà della Greenspun Corporation, che durerà fino al 2040. Nel 2005, il Sun ha cessato la pubblicazione pomeridiana e ha iniziato la distribuzione come sezione del Review-Journal. Il 18 marzo 2015 è stata completata la vendita della società madre del giornale, Stephens Media LLC, a New Media Investment Group. Nel dicembre 2015, il magnate dei casinò Sheldon Adelson ha acquistato il giornale per 140 milioni di dollari tramite News + Media Capital Group LLC. GateHouse Media, una filiale di New Media Investment Group, è stata mantenuta per gestire il giornale. $ 140 milioni sono stati considerati un prezzo elevato pari a un guadagno del 69% per New Media Investment Group dopo aver posseduto il giornale per nove mesi.